# جون ماكورميك (منتج أفلام)
جون ماكورميك (بالإنجليزية: John McCormick)‏ هو منتج أفلام أمريكي، ولد في 17 أغسطس 1893 في كانساس سيتي في الولايات المتحدة، وتوفي في 3 مايو 1961 في لوس أنجلوس في الولايات المتحدة.

## وصلات خارجية
- جون ماكورميك على موقع IMDb (الإنجليزية)
- جون ماكورميك على موقع قاعدة بيانات الفيلم (الإنجليزية)